# جورج بيكون وود
جورج بيكون وود (بالإنجليزية: George Bacon Wood)‏ هو طبيب أمريكي، ولد في 13 مارس 1797 في Greenwich Township, Cumberland County, New Jersey ‏ في الولايات المتحدة، وتوفي في 30 مارس 1879 في Arch Street (Philadelphia) ‏ في الولايات المتحدة.